# 王琮 (正統進士)
王琮（1424年—？），字良璧，順天府大興縣人，民籍。明朝政治人物。進士出身。

## 生平
順天府鄉試第四名。正統十三年（1448年）戊辰科會試第一百一十一名，殿試登進士第三甲第十四名。

## 家族
曾祖父王茂華。祖父王文誠。父亲王孟宜，曾任欽天監五官司曆。